# Manoza-6-fosfat
Manoza-6-fosfat (M6P) je molekul vezan za lektin u imunskom sistemu. M6P se konvertuje u fruktozu 6-fosfat posredstvom manoza fosfat izomeraze.
M6P je signal sortiranja za prekursorne proteine kiselih hidrolaza koji se transportuju do lizozoma. M6P oznaka se dodaje na takve proteine u cis-Goldžijevom aparatu. Specifično, u reakcijama u kojima učestvuju uridin difosfat (UDP) i -acetilglukozamin, enzim UDP-N-acetilglukozamin:N-acetilglukozaminil-1-fosfotransferaza katalizuje N-vezanu glikozilaciju asparaginskih ostataka sa M6P-om. Nakon obeležavanja, ti proteinie se prenose do trans-Goldžijeve mreže. Tamo se M6P grupa prepoznaje i dolazi do vezivanja za manoza 6-fosfatni receptor (MPR) na pH 6.5-6.7.

## Literatura
- Alberts, Bruce;  . (2002). Molecular biology of the cell (4. изд.). New York: Garland Science. ISBN 978-0-8153-3218-3.

## Spoljašnje veze
- Mannose-6-Phosphate+Receptor на 
- Архивирано на веб-сајту  (15. април 2020)